# Arumowicz
Arumowicz (Szreniawa odmiana Arumowicz) – polski herb szlachecki, odmiana herbu Szreniawa.

## Opis herbu
W polu czerwonym krzywaśń srebrna, z zaćwieczonym krzyżem kawalerskim złotym. Klejnot: Sowa siedząca na wprost, brunatna, między dwoma rogami jelenimi. Labry: Czerwone, podbite srebrem.

## Herbowni
Arumowicz.